# Eric van de Poele
Eric van de Poele (ur. 30 września 1961 roku w Verviers) – belgijski kierowca wyścigowy.

## Życiorys
Zaczynał karierę we francuskiej Formule 3, później został mistrzem belgijskiej Formuły Ford. W latach 1987–1988 startował w DTM, gdzie w pierwszym sezonie nieoczekiwanie zdobył tytuł mistrzowski (był kierowcą juniorskiego zespołu BMW Zakspeed). W drodze po tytuł nie odniósł ani jednego zwycięstwa, lecz w klasyfikacji końcowej o trzy punkty wyprzedził Manuela Reutera.
W 1989 roku porzucił klasę samochodów turystycznych, przechodząc do Formuły 3000, gdzie startował przez kolejne dwa lata. W 1990 roku został wicemistrzem F3000, co otworzyło mu drogę do Formuły 1.
Podpisał kontrakt z debiutującym w F1 zespołem Modena, lecz samochód był bardzo słaby. Van de Poele zakwalifikował się tylko do jednego wyścigu (Grand Prix San Marino), gdzie na ostatnim okrążeniu awaria pompy paliwa pozbawiła go szóstego miejsca. W 1992 roku przeszedł do Brabhama, lecz zespół wycofał się w połowie sezonu. Van de Poele znalazł zatrudnienie w ekipie Fondmetal (zastąpił Andrea Chiesa), ale po trzech wyścigach w kasie zespołu zabrakło pieniędzy i faktyczna kariera Belga w F1 dobiegła końca. W 1993 roku przyjął jeszcze posadę kierowcy testowego w Tyrrellu, ale był to jego ostatni związek z klasą open-wheel.
Od 1993 roku regularnie startował w różnych seriach samochodów sportowych i turystycznych; głównie w Stanach Zjednoczonych.
W 2006 roku wystąpił w serii Grand Prix Masters, skupiającej byłych kierowców Formuły 1. W wyścigu na torze Silverstone zajął drugie miejsce.

## Wyniki w Formule 1
| Sezon | Zespół | Konstruktor           | Zgł. | PKT | P. | P1 | P2 | P3 | Punkt. | PP | NO | NS | DK | NZ |
| --- | --- | --------------------- | ---- | --- | -- | -- | -- | -- | ------ | -- | -- | -- | -- | -- |
| 1992 | Fondmetal | Fondmetal GR02-Ford   | 3    | 0   | -  | -  | -  | -  | -      | -  | -  | 2  | -  | -  |
| 1992 | Motor Racing Developments | Brabham BT60B-Judd    | 1    | 0   | -  | -  | -  | -  | -      | -  | -  | -  | -  | 9  |
| 1991 | Modena Team | Lambo 291-Lamborghini | 1    | 0   | -  | -  | -  | -  | -      | -  | -  | 1  | -  | 15 |
| Razem | 3 | 3                     | 5    | 0   | -  | -  | -  | -  | -      | -  | -  | 3  | -  | 24 |
| Sezon | Zespół | Konstruktor           | Zgł. | PKT | P. | P1 | P2 | P3 | Punkt. | PP | NO | NS | DK | NZ |
| \| Legenda \| Legenda \| \| ------------------------------------------ \| ------------------------------------------------------------------------------------------------------------------------------------------------------------------------------------------------------------------------------------------------------------------------------------------------------------------------------------------------------------------------------------------------------------------------------ \| \| Zgł. PKT P. P1 P2 P3 Punkt. PP NO NS DK NZ \| Liczba zgłoszeń do wyścigów Liczba zdobytych punktów Pozycja zajęta w klasyfikacji generalnej Liczba zwycięstw Liczba drugich miejsc Liczba trzecich miejsc Wyścigi, w których kierowca punktował Liczba zdobytych pole position Liczba zdobytych najszybszych okrążeń Wyścigi, w których kierowca był niesklasyfikowany Wyścigi, w których kierowca był zdyskwalifikowany Wyścigi, do których kierowca się nie zakwalifikował \| | |                       |      |     |    |    |    |    |        |    |    |    |    |    |
| Legenda | |                       |      |     |    |    |    |    |        |    |    |    |    |    |
| Zgł. PKT P. P1 P2 P3 Punkt. PP NO NS DK NZ | Liczba zgłoszeń do wyścigów Liczba zdobytych punktów Pozycja zajęta w klasyfikacji generalnej Liczba zwycięstw Liczba drugich miejsc Liczba trzecich miejsc Wyścigi, w których kierowca punktował Liczba zdobytych pole position Liczba zdobytych najszybszych okrążeń Wyścigi, w których kierowca był niesklasyfikowany Wyścigi, w których kierowca był zdyskwalifikowany Wyścigi, do których kierowca się nie zakwalifikował |                       |      |     |    |    |    |    |        |    |    |    |    |    |